# SNCB 202 sorozat
Az SNCB 202/203/204 sorozat, 1971-től SNCB 52/53/54 sorozat, Luxemburgban CFL 1600 sorozat, egy hattengelyes, villamos erőátvitelű, Co'Co' tengelyelrendezésű dízelmozdony-sorozat. Az AFB és a GM gyártotta 1955–1957 között, összesen 44 db készült belőle az SNCB/NMBS és a CFL részére. A mozdonyok egy része még napjainkban is üzemben van. A sorozat, bár nagyon hasonlít a NOHAB mozdonyokra, de ezek nem NOHAB-ok. Ezeket svéd licenc alapján Franciaországban gyártották. Tulajdonképpen a NOHAB mozdonyokra használt  "Turcsiorrú" becenév ezekre jobban illene.